# Le Sappey-en-Chartreuse
Le Sappey-en-Chartreuse is een gemeente in het Franse departement Isère (regio Auvergne-Rhône-Alpes). De plaats maakt deel uit van het arrondissement Grenoble. Le Sappey-en-Chartreuse telde op 1 januari 2022 1.154 inwoners. 

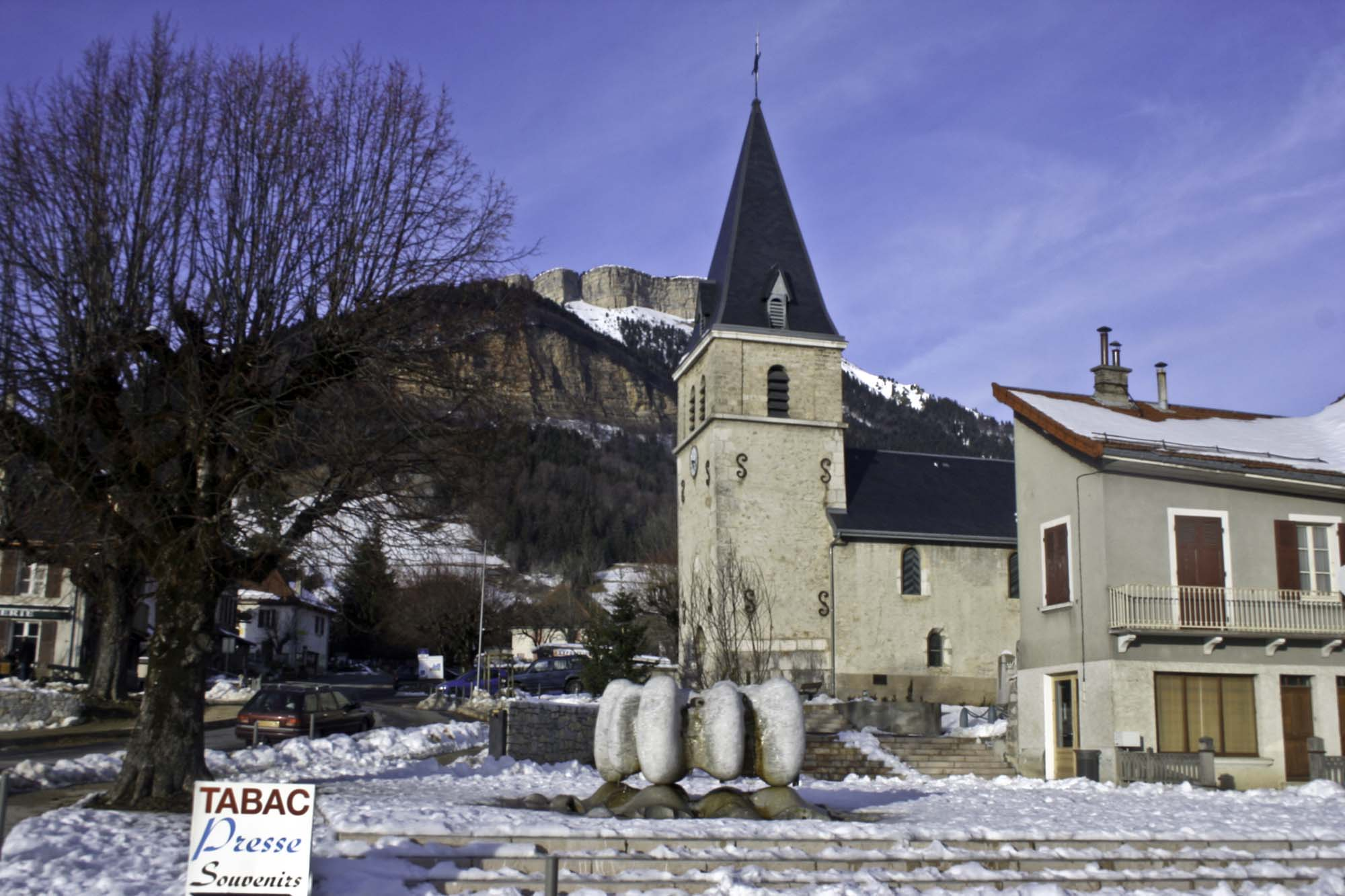
Kerk van Le Sappey; op de achtergrond de Chamechaude

## Geografie
De oppervlakte van Le Sappey-en-Chartreuse bedroeg op 1 januari 2022 15,13 vierkante kilometer; de bevolkingsdichtheid was toen 76,3 inwoners per km².

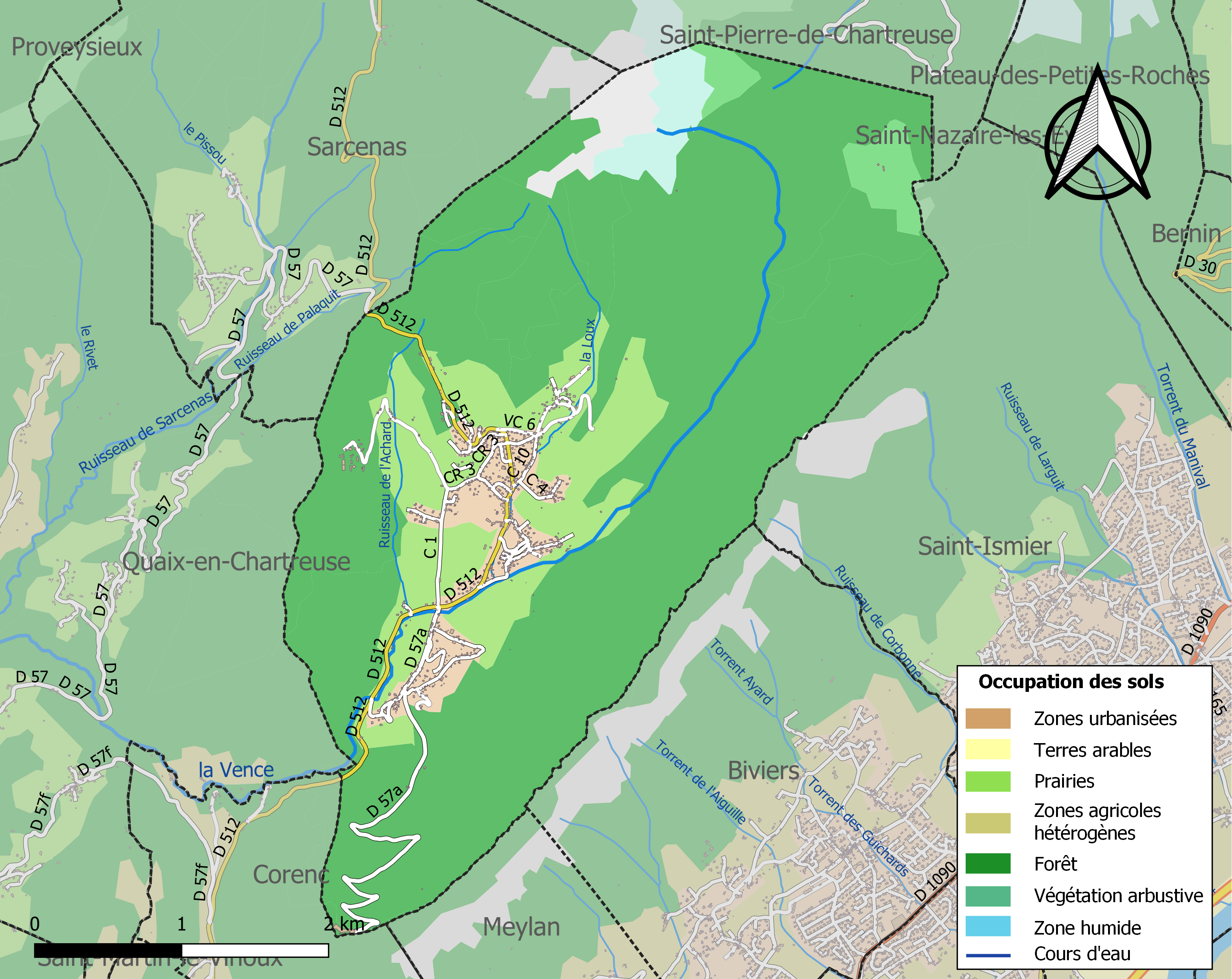
Kaart van de gemeente met de belangrijkste infrastructuur, bodemgebruik en omliggende gemeenten

## Demografie
Onderstaande figuur toont het verloop van het inwonertal (bron: INSEE-tellingen).